# Región Ixtlahuaca
Región 6 Ixtlahuaca es la sexta de las 20 regiones en que se divide el Estado de México.

## Municipios de la región
- Almoloya de Juárez
- Ixtlahuaca
- Jiquipilco
- Otzolotepec
- San Felipe del Progreso
- Temoaya